# 大内駅
大内駅（おおうちえき）は、愛媛県宇和島市三間町古藤田にある、四国旅客鉄道（JR四国）予土線の駅である。駅番号はG42。

## 歴史
- 1914年（大正3年）10月18日：宇和島鉄道の大内駅（おおちえき）として開業[1]。
- 1933年（昭和8年）8月1日：宇和島鉄道が国有化[1]。駅名の読み方を「おおち」から「おおうち」に変更。
- 1970年（昭和45年）6月1日：貨物取扱廃止[1]。
- 1971年（昭和46年）11月8日：荷物扱い廃止[1][2]。駅員無配置駅となる[3]（簡易委託化）。
- 1987年（昭和62年）4月1日：国鉄分割民営化により、JR四国の駅となる[1]。

## 駅構造
単式ホーム1面1線を有する地上駅。駅舎は無く、務田駅や二名駅などと同様のデザインの待合室が設置されている。駅前には駅舎を撤去した跡が残っている。無人駅で、かつては駅前の民家で切符の販売を行う簡易委託駅であった。

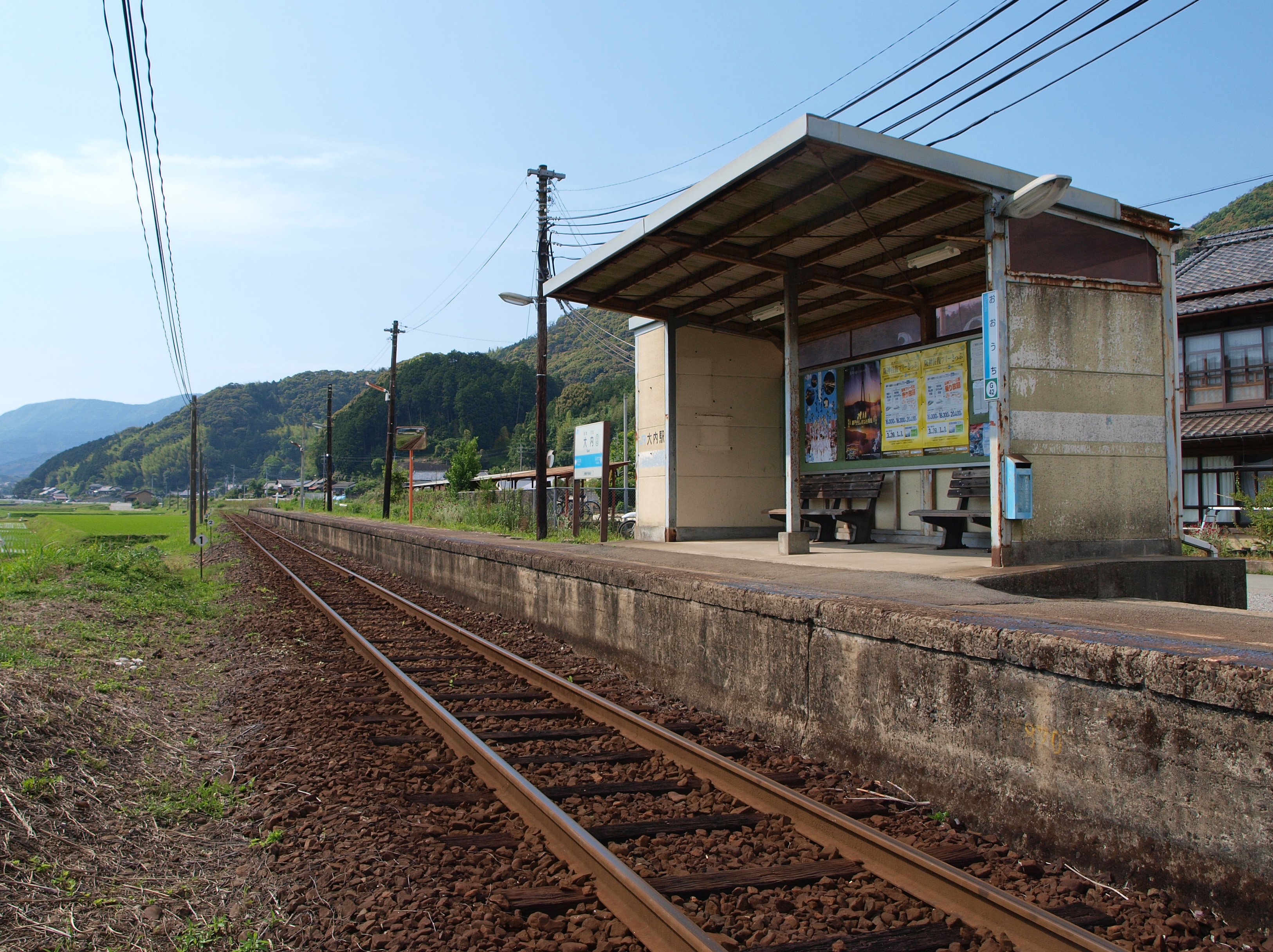
ホーム（2010年5月）

## 利用状況
1日の平均乗降人員は以下の通りである。
| 1日乗降人員推移 | 1日乗降人員推移 |
| 年度            | 1日平均人数     |
| --------------- | --------------- |
| 2011年          | 38              |
| 2012年          | 42              |
| 2013年          | 40              |
| 2014年          | 30              |
| 2015年          | 34              |
| 2016年          | 34              |
| 2017年          | 34              |
| 2018年          | 30              |

## 駅周辺
- 古民家の宿 孫九庵
- 宇和島市立二名小学校
- 二名郵便局
- えひめ南農業協同組合（JAえひめ南）二名支所
- 愛媛県道276号大内停車場線
- 愛媛県道283号広見吉田線
- 宇和島市コミュニティバス「JR大内駅前」停留所
- 三間川

## 隣の駅
四国旅客鉄道（JR四国）
■予土線
深田駅 (G41) - 大内駅 (G42) - 二名駅 (G43)